# Cytilus alternatus
Cytilus alternatus är en skalbaggsart som först beskrevs av Thomas Say 1825.  Cytilus alternatus ingår i släktet Cytilus och familjen kulbaggar. Inga underarter finns listade i Catalogue of Life.